# Albert al IV-lea, Conte de Habsburg
Albert al IV-lea, supranumit cel Înțelept sau cel Bogat (c. 1188 – d. 25 noiembrie 1239, Askelon), aparținând Casei de Habsburg, a fost conte de Argovia și Frickgau, Habsburg, Brugg, Bremgarten și Muri.

## Biografie
Albert a fost fiul contelui Rudolf al II-lea de Habsburg și al soției sale, Agnes de Staufen. După moartea tatălui său, el a împărțit moștenirea cu fratele lui Rudolf al III-lea (supranumit „cel Tăcut”), el însuși primind reședința strămoșilor familiei, Castelul Habsburg.
În jurul anului 1217 Albert al IV-lea s-a căsătorit cu Hedviga de Kyburg, fiica contelui Ulrich al III-lea și a Annei de Zähringen cu care a avut cinci copii, între care trei fii. Aceștia au fost: Rudolf al IV-lea (care a intrat în istorie ca Rudolf I - primul rege romano-german din dinastia habsburgică), Albert al V-lea („Domherr” în Basel și Strasbourg) și Hartmann. Cele două fiice au fost: Kunigunda, a fost căsătorită cu Henric al III-lea de Küssenburg și Elisabeta de Habsburg care a fost căsătorită cu Frederic al IV-lea, conte de Zollern.
În 1228 Albert a câștigat lupta de la Blodelsheim, împotriva contelui de Pfirt, conflictul fiind determinat de pretenția celor doi la moștenirea habsburgică. Albert era un susținător al familiei Staufer (numită și Hohenstaufer).
El a fost presupus a fi fondatorul orașului Waldshut. Cronica lui Clevi Fryger menționează anul 1249 ca dată a întemeierii, însă existența orașului este atestată în 1256, așa încât anul 1249 nu poate fi corect.
Albert al IV-lea a luat parte la Cruciada Baronilor (1239-1241). El a murit bolnav de ciumă în timpul întăririi fortificației castelului Askelon.